# Being the Ricardos
Being the Ricardos (bra: Apresentando os Ricardos / pt: Os Ricardos) é um filme de drama biográfico estadunidense escrito e dirigido por Aaron Sorkin. É protagonizado por Nicole Kidman e Javier Bardem nos papéis de Lucille Ball e seu marido Desi Arnaz, estrelas por trás de uma das maiores sitcoms da televisão americana, I Love Lucy.
O filme foi lançado pela Amazon Studios em 10 de dezembro, antes de ser transmitido no Prime Video a partir de 21 de dezembro de 2021.

## Sinopse
A história se passa durante uma semana específica de produção da série I Love Lucy, quando Lucille Ball e seu marido Desi Arnaz enfrentam uma crise que podem arruinar sua carreira profissional e também o seu casamento.[carece de fontes?]

## Elenco
- Nicole Kidman como Lucille Ball
- Javier Bardem como Desi Arnaz
- J. K. Simmons como William Frawley
- Nina Arianda como Vivian Vance
- Tony Hale como Jess Oppenheimer
  - John Rubinstein como Jess Oppenheimer, mais velho
- Alia Shawkat como Madelyn Pugh 
  - Linda Lavin como Madelyn Pugh, mais velha
- Jake Lacy como Bob Carroll 
  - Ronny Cox como Bob Carroll, mais velho
- Clark Gregg como Howard Wenke
- Nelson Franklin como Joe Strickland
- Jeff Holman como Roger Otter
- Jonah Platt como Tip Tribby
- Christopher Denham como Donald Glass
- Brian Howe como Charles Koerner
- Ron Perkins como Macy

## Produção
O projeto foi anunciado pela primeira vez em setembro de 2015, com Cate Blanchett anunciada para interpretar Lucille Ball e Aaron Sorkin responsável pelo roteiro. O filme seria adquirido pela Amazon Studios em agosto de 2017. No entanto, em janeiro de 2021, Blanchett havia desistido do projeto, com Nicole Kidman em negociações para substituí-la e Javier Bardem nas negociações para retratar Desi Arnaz. Sorkin, depois da experiência de dirigir The Trial of the Chicago 7, decidiu ele mesmo servir como diretor. A escolha de Kidman foi recebido com alguma controvérsia nas redes sociais, no entanto Lucie Arnaz (filha de Ball e Arnaz) defendeu a escolha de Kidman. Em fevereiro, J. K. Simmons e Nina Arianda foram escalados para interpretar William Frawley e Vivian Vance, respectivamente.
As filmagens começaram em 29 de março de 2021, em Los Angeles, e Tony Hale, Alia Shawkat, Jake Lacy e Clark Gregg se juntaram ao elenco.

## Lançamento
O filme está programado para ser lançado de forma limitada nos cinemas em 10 de dezembro de 2021, antes de ser transmitido no Prime Video em 21 de dezembro de 2021.

### Recepção da crítica
No Rotten Tomatoes, o filme detém um índice de 69% de aprovação com base em 226 críticas, com uma nota média de 6,20 de 10. O consenso dos críticos do site diz: "o filme não consegue verdadeiramente capturar o poder de seus sujeitos, mas Kidman se diverte com os diálogos irascíveis de Aaron Sorkin". O Metacritic atribuiu ao filme uma pontuação média ponderada de 59 de 100, com base em 41 avaliações, indicando "críticas mistas ou médias".
Tomris Laffly, do site RogerEbert.com, deu ao filme três estrelas () e escreveu que Being the Ricardos "é uma quase cinebiografia imperfeita, mas vigorosa e totalmente divertida. Em uma atuação robusta e convincente, Nicole Kidman interpreta Ball com uma postura casual e segura e um senso perspicaz de astúcia". Olly Richards, da revista Empire, dá ao filme quatro de cinco estrelas () e avaliou que "o roteiro espirituoso de Sorkin é complexo, mas não é complicado. Em grande parte, porque ele mantém tudo isso em equilíbrio, permanecendo-se sempre centrado em Lucy e Desi".

### Prêmios e indicações
| Cerimônia                                     | Categoria                        | Destinatário(s)/Nomeado(s)                                                                                             | Resultado | Referência |
| --------------------------------------------- | -------------------------------- | --- | --------- | ---------- |
| Critics' Choice Movie Awards                  | Melhor Atriz                     | Nicole Kidman | Indicado  | [ 15 ]     |
| Critics' Choice Movie Awards                  | Melhor Ator Coadjuvante          | J.K. Simmons | Indicado  | [ 15 ]     |
| Critics' Choice Movie Awards                  | Melhor Roteiro Original          | Aaron Sorkin | Indicado  | [ 15 ]     |
| Detroit Film Critics Society                  | Melhor Atriz                     | Nicole Kidman | Indicado  | [ 16 ]     |
| Golden Globe Awards                           | Melhor Ator - Drama              | Javier Bardem | Indicado  | [ 17 ]     |
| Golden Globe Awards                           | Melhor Atriz - Drama             | Nicole Kidman | Venceu    | [ 17 ]     |
| Golden Globe Awards                           | Melhor Roteiro                   | Aaron Sorkin | Indicado  | [ 17 ]     |
| Hollywood Critics Association Awards          | Melhor Filme                     | Being the Ricardos | Indicado  | [ 18 ]     |
| Hollywood Critics Association Awards          | Melhor Atriz                     | Nicole Kidman | Indicado  | [ 18 ]     |
| Hollywood Critics Association Awards          | Melhor Roteiro Original          | Aaron Sorkin | Indicado  | [ 18 ]     |
| Hollywood Critics Association Awards          | Melhor Cabelo e Maquiagem        | Ana Lozano, David Craig Forrest, Kim Santantonio, Kyra Panchenko, Michael Ornelaz, Teressa Hill e Yvonne DePatis Kupka | Indicado  | [ 18 ]     |
| Satellite Awards                              | Melhor Atriz – Cinema            | Nicole Kidman | Indicado  | [ 19 ]     |
| Satellite Awards                              | Melhor Ator Coadjuvante – Cinema | J. K. Simmons | Indicado  | [ 19 ]     |
| St. Louis Film Critics Association            | Melhor Atriz                     | Nicole Kidman | Indicado  | [ 20 ]     |
| St. Louis Film Critics Association            | Melhor Roteiro                   | Aaron Sorkin | Indicado  | [ 20 ]     |
| St. Louis Film Critics Association            | Melhor Elenco                    | Being the Ricardos | Indicado  | [ 20 ]     |
| Washington D.C. Area Film Critics Association | Melhor Atriz                     | Nicole Kidman | Indicado  | [ 21 ]     |